# Neftekamsk
Neftekamsk (Russisch: Нефтекамск) is een stad in de deelrepubliek Basjkirostan in het zuidwesten van Rusland. In 2007 had de stad 117.800 inwoners.
Neftekamsk ligt aan een westelijke uitloper van het Oeralgebergte, vlak bij de rivier Kama op ongeveer 220 km van de hoofdstad van Basjkirostan, Oefa.
De stad is relatief jong en werd in 1957 met de ontdekking van aardolie in het gebied gesticht. De naam van de stad betekent dan ook letterlijk Oliestad aan de Kama. In 1963 werd de stad officieel een stad.
Bestuurlijk centrum: Oefa

Agidel · Bajmak · Belebej · Beloretsk · Birsk · Blagovsjtsjensk · Davlekanovo · Djoetsjoeli · Isjimbaj · Janaoel · Koemertaoe · Melo-oez · Mezjgorje · Neftekamsk · Oetsjaly · Oktjabrski · Salavat · Sibaj · Sterlitamak · Toejmazy